# Океан теософии
«Океан теософии» (англ. The Ocean Of Theosophy) — книга одного из основателей Теософского Общества Уильяма Джаджа; впервые была опубликована в 1893 году. Впоследствии регулярно переиздавалась на языке оригинала, а также на других европейских языках: немецком, нидерландском, французском, испанском, русском.
Историк религии Олаф Хаммер отмечает, что в произведении подробно изложена теософская точка зрения на взаимоотношение религии и науки, но при этом термин «синкретизм», как считает Хаммер, не был известен Джаджу, потому что находился за пределами его кругозора.

## Комментарии
1. ↑  «98 editions published between 1893 and 2013 in 6 languages and held by 478 WorldCat member libraries worldwide».[2]
2. ↑  «The Ocean of Theosophy, written by Mr. Judge, was regarded by Mr. Crosbie as the perfect condensation of H.P.B.'s great work, The Secret Doctrine»[4].
3. ↑  В. А. Трефилов квалифицировал теософию как надконфессиональную синкретическую религиозную философию.[5]